# HD 72650
HD 72650，又名CP-53 1729，SAO 236055、HR 3382，是一颗恒星，视星等为6.34，位于銀經270.67，銀緯-8.72，其B1900.0坐标为赤經8h 28m 49s，赤緯-54° -8.72′ 12″。